# Piano Concerto No. 21 (Mozart)
Concerto cho piano số 21 cung Đô trưởng, K. 467 là bản concerto của nhà soạn nhạc người Áo Wolfgang Amadeus Mozart. Tác phẩm được hoàn thành vào ngày 9 tháng 3 năm 1785, bốn tuần sau sáng tác bản số 20
.

## Các chương nhạc

### Chương 1:Allegromaestoso
Những điểm nhấn về nhịp điệu xuất hiện trong các tài liệu của chính Mozart nói về tác phẩm này nhưng không hề có trong bản thảo . Chương này được mở đầu bởi dàn nhạc giao hưởng, đầy sức sống, hứng khởi. Cách mở đầu này là thường có trong các bản concerto dành cho piano của Mozart nhưng nó có hơi hướng giao hưởng, tứ là tầm vóc to lớn hơn. Dàn nhạc đã diễn tả đủ cho ta thấy chủ đề chính của tác phẩm. Sau gần 2 phút, piano cất lên tiếng nói của mình, thể hiện lại chủ đề chính đó, rồi có chút biến tấu của riêng mình. Tuy cả chương nhạc là một loạt sóng của cảm xúc vui tươi trào dâng, nhưng cái kết khá bất ngờ bởi nó nhỏ dần và im lặng, thể hiện một sự khiêm tốn.

### Chương 2:Andante
Chương nhạc này được viết ở cung Fa trưởng. Đây là chương nhạc nổi tiếng nhất của bản concerto. Trong phần bản thảo và tài liệu cá nhân của tác phẩm, Mozart viết các nốt nhạc như là Alla breve. Chương nhạc này được bắt đầu bởi tiếng violin với phần đệm của những cello và contrabass. Cũng giống như chương trước, dàn nhạc lại cho ta thấy chủ đề chính của chương nhạc. Rồi piano lại xuất hiện thành nhân vật chính, diễn tả lại chủ đề đó trong tiếng pizzicato của nhạc cụ bộ dây và phần đệm của các nhạc cụ bộ gỗ. Rồi chúng lại tỏ ra sự ngang bằng với nhạc cụ độc tấu. Trong khi đó, người ta cũng có thể nghe thấy sự thấp thoáng tiếng kèn. Chương này cũng kết thúc trong sự im lặng.

### Chương 3: Allegro vivace assai
Dàn nhạc giao hưởng lại là người mở đầu chủ đề chính của chương, rồi mới đến lượt piano. Chủ đề này cũng khá giống chương 1, hào hứng, đầy sức sống và mang hơi hướng giao hưởng, nhưng thay vì chỉ có thế là một sự tinh nghịch, đùa giỡn của cả piano và dàn nhạc. Có những đoạn còn thể hiện một cuộc chạy đua giữa piano và dàn nhạc. Tuy nhiên, khác với hai chương trước, chương này được kết thúc hoành tráng bởi dàn nhạc, bỏ đi sự khiêm tốn có từ trước.

## Âm thanh
| Concerto cho piano số 21, K. 467, chương 3 |  |
|                                            |  |
|                                            |  |